# Route nationale 811
Pour les articles homonymes, voir Route 811.
La route nationale 811 ou RN 811 était une route nationale française reliant Granville à Saint-Désir. À la suite de la réforme de 1972, elle a été déclassée en RD 911 dans la Manche et dans l'Orne et en RD 511 dans le Calvados.

## Ancien tracé de Granville à Saint-Désir (D 911 & D 511)
- Granville
- Saint-Pair-sur-Mer
- Jullouville
- Carolles
- Saint-Jean-le-Thomas
- Genêts
- Avranches
- Tirepied
- Brécey
- Cuves
- Le Mesnil-Gilbert
- Chérencé-le-Roussel
- Sourdeval
- Tinchebray
- Montsecret
- Saint-Pierre-d'Entremont
- Condé-sur-Noireau
- Pont-d'Ouilly
- Falaise
- Jort
- Saint-Pierre-sur-Dives
- Saint-Julien-le-Faucon
- Saint-Désir